# ISDB-T
ISDB-T (Integrated Services Digital Broadcasting - Terrestrial) är en standard som beskriver markburen transport av digital-TV. Standarden är framtagen av och för Japan men används även i bland annat Brasilien. Sändningar i Japan inleddes 1 december 2003.